# Alcinópolis
Alcinópolis è un comune del Brasile nello Stato del Mato Grosso do Sul, parte della mesoregione della Centro-Norte de Mato Grosso do Sul e della microregione dell'Alto Taquari.